# Serres (La Coruña)
Serres (llamada oficialmente San Xoán de Serres) es una parroquia y lugar español del municipio de Muros, en la provincia de La Coruña, Galicia.

## Entidades de población
Entidades de población que forman parte de la parroquia:
- Acea (A Acea)
- Anido
- Retorta (A Retorta)
- A Rocha
- Abesada (Avesada)
- Badernado
- Baño
- Buenavista (Boa Vista)
- Burleo
- Castelo (O Castelo)
- Portugalete
- Serres
- Serres de Arriba
- Valdexería
- O Pozo do Cachón

## Demografía
| Gráfica de evolución demográfica de Serres entre 2000 y 2018 |
|                                                              |
| Datos según el nomenclátor publicado por el INE.             |